# Étel
Étel (bret. An Itel) – miejscowość i gmina we Francji, w regionie Bretania, w departamencie Morbihan.
Według danych na rok 1990 gminę zamieszkiwało 2318 osób, a gęstość zaludnienia wynosiła 1332 osoby/km² (wśród 1269 gmin Bretanii Étel plasuje się na 264. miejscu pod względem liczby ludności, natomiast pod względem powierzchni na miejscu 1095.).